# Serrat de Puig de Mosca
El Serrat de Puig de Mosca és una serra situada al municipi d'Oristà a la comarca del Lluçanès, amb una elevació màxima de 633 metres.